# (533506) 2014 HU199
(533506) 2014 HU199 est un objet transneptunien classé comme cubewano avec un diamètre estimé à 255 km.